# Fernando Paredes
Fernando Paredes Rojas (ur. 17 maja 1984) – wenezuelski zapaśnik w stylu wolnym. Zajął 43. miejsce na mistrzostwach świata w 2011. Siódmy na igrzyskach panamerykańskich w 2011. Dwa brązowe medale mistrzostw panamerykańskich, (w 2011 i 2012) i dwa srebrne igrzysk igrzyskach Am.Płd w 2006 i 2010. Brąz na igrzyskach Ameryki Środkowej i Karaibów w 2010 roku.